# Massacre de La Gaubretière
Le massacre de La Gaubretière fut perpétré le 27 février 1794 par les troupes républicaines des colonnes infernales pendant la guerre de Vendée.

## Nombre des victimes
Le 27 février 1794, les Républicains commandés par le général Jean-Baptiste Huché massacrent les habitants de La Gaubretière ; selon Huché 500 personnes, tant hommes que femmes, sont tuées à La Gaubretière mais ce nombre est exagéré. Selon Céline Gilbert il y a en réalité 107 victimes, pour Louis-Marie Clénet, on compte 128 tués (dont 51 hommes, 67 femmes et 10 enfants).

## Témoignages
Pierre Rangeard écrit dans ses mémoires :

« Notre infortunée paroisse, déjà si cruellement éprouvée, commençait à peine à respirer, lorsque le 27 février 1794 vint mettre un comble à ces désastres. Dès le matin, des colonnes parties de Nantes, de Cholet, de Montaigu la cernèrent de toutes parts. Ils étaient peut-être 10 000, n'ayant pour mot d'ordre que la mort et l'incendie. [...] Plus de 500 personnes furent tuées ! Voici les détails les plus marquants : Mme Le Bault de la Touche chez laquelle l'état-major tenait ses réunions, on lui trancha la tête que l'on jeta dans un bassin plein d'eau. Son corps fut lancé au milieu des flammes avec ceux de ses quatre domestique qui ne voulurent pas l'abandonner et partagèrent son sort. M. Morinière, sa femme, deux domestiques et une de mes tantes furent traités avec la dernière barbarie. Sur leur refus constant de crier « Vive la République », ils eurent la langue arrachée, les yeux crevés et les oreilles coupées avant de recevoir le coup de la mort. M. de la Boucherie, sa femme, et Mlle de la Blouère, sa sœur, furent suspendus par le menton à des crampons de fer, au milieu de leur cuisine, et consumés dans cet état par l'incendie qui réduisit leur maison en cendre. Quatre MM. de Rangot avaient quitté l'armée, au passage de la Loire ; ils furent massacrés dans un champ de la ferme appelée le Gros Bois. M. le Chevalier de Boisy, frère du comte fusillé à Noirmoutier, succomba sous les coups d'assassins auprès du village de la Ripaudière. Deux hommes pris dans les jardins de M. Forestier, périrent par le sauvage supplice du pal, au lieu même de leur arrestation. Le cœur saigne encore à la pensée de tant d'horreur. »

Madame de Sapinaud écrit également :

« Les Bleus vinrent à Saint-Laurent où ils commirent mille horreurs. Je les entendis passer plusieurs fois devant la maison où j'étais cachée ; [...] il me semblait les voir le sabre levé, prêts à me tuer, comme ils avaient faits quelques jours auparavant à Mme de la Touche, à la Graubetière. Les ayant entendus arriver, elle se hâta de descendre dans la cour avec une bouteille de vin, croyant les attendrir par la politesse ; le premier Bleu qui entra la tua. Sa tête roula dans un bassin plein d'eau. Les derniers jours de janvier nous entendîmes crier : « Voilà les Bleus ! ». J'étais chez Perrine, elle me dit : « Je vais voir s'il y en a beaucoup. Eh ! mon Dieu, lui dis-je, restez donc, il y en aura toujours assez pour vous faire périr ! ». J'étais tout en guenilles, j'avais une vieille coiffe de laine qui était toute jaune. [...] Les larmes que je ne cessais de répandre depuis quatre mois m'avaient tellement changée, que j'étais méconnaissable. Comme je sortais quatre Bleus entrèrent. Je fus saisie : « Restez, bonne femme, me dirent-ils ; vous avez l'air bien malade ! » Je m'assis sur une pierre devant la porte et je vis entrer successivement seize soldats. Je m'arrêtai à regarder ces misérables dont l'aspect effrayait tout le monde. Il y avait parmi eux beaucoup d'Allemands. »